# Мовеїн
Мовеїн (фр. Mauvéine, «аніліновий пурпур») — перший синтетичний барвник, отриманий 18-річним англійським хіміком Вільямом Перкіном у 1856 році.
Мовеїн отримують окисленням технічної суміші аніліну і ізомерних толуідінів дією К2Cr2О7. Випускався у вигляді сірчанокислої солі під різними торговими назвами, наприклад розолін, аніліновий фіолетовий. Застосовувався для фарбування шовку і вовни в яскравий червоно-фіолетовий колір. Забарвлення недостатньо світломіцне. Повністю втратив практичне значення ще в 19 столітті після появи більш міцних і доступних барвників.
Мовеїн — перший промисловий синтетичний барвник, який поклав початок розвитку анілінофарбовій промисловості.

## Хімічний аналіз
Мовеїн — це насправді суміш з чотирьох взаємопов'язаних ароматичних сполук, які відрізняються тільки кількістю і розміщенням метильних груп.

Скелетна формула Мовеїн A
Скелетна формула Мовеїн B
Скелетна формула Мовеїн B2
Скелетна формула Мовеїн C